# Parfymmichelia
Parfymmichelia (Michelia stellata) är en art i familjen magnoliaväxter. Den är ursprunglig i Indien, men numera spridd till många andra platser.

## Synonymer
- Champacca velutina O.Kuntze
- Magnolia champaca (L.) Baill. ex Pierre
- Magnolia membranacea P. Parm.
- Michelia blumei Steud.
- Michelia champaca var. pubinervia (Blume) Miq.
- Michelia euonymoides Burm. f.
- Michelia pilifera Bakh. f.
- Michelia pubinervia Blume
- Michelia rheedei Wight
- Michelia rufinervis Blume
- Michelia suaveolens Pers.
- Michelia tsiampacca Blume
- Michelia tsiampacca var. blumei Mor.
- Michelia velutina Blume
- Sampacca suaveolens (Pers.) Kuntze
- Sampacca velutina Kuntze
- Talauma villosa f. celebic Miq.